# Distretti congressuali della Louisiana

Distretti congressuali della Louisiana

Lo stato della Louisiana è diviso in 6 distretti congressuali, ognuno rappresentato da un rappresentante alla Camera dei rappresentanti degli Stati Uniti.
I distretti sono attualmente rappresentati al 119º Congresso degli Stati Uniti d'America da 4 repubblicani e da 2 democratici.

## Distretti e rispettivi rappresentanti
| Distretto | Rappresentante | Partito      | CPVI | In carica dal  | Mappa del distretto |
| --------- | -------------- | ------------ | ---- | -------------- | ------------------- |
| 1°        | Steve Scalise  | Repubblicano | R+19 | 3 maggio 2008  |                     |
| 2°        | Troy Carter    | Democratico  | D+17 | 11 maggio 2021 |                     |
| 3°        | Clay Higgins   | Repubblicano | R+22 | 3 gennaio 2017 |                     |
| 4°        | Mike Johnson   | Repubblicano | R+26 | 3 gennaio 2017 |                     |
| 5°        | Julia Letlow   | Repubblicano | R+18 | 14 aprile 2021 |                     |
| 6°        | Cleo Fields    | Democratico  | D+8  | 3 gennaio 2025 |                     |

## Cronologia delle configurazioni
Le tabelle riportano le mappe dei confini dei distretti congressuali dello stato della Louisiana, presentati in maniera cronologica. Vengono mostrati tutti i cicli di modifica periodica dei distretti dal 1973 ad oggi.
| Anno      | Cartina dello stato | Dettaglio di New Orleans |
| --------- | ------------------- | ------------------------ |
| 1973–1982 |                     |                          |
| 1983–1984 |                     |                          |
| 1985–1992 |                     |                          |
| 1993–1994 |                     |                          |
| 1995–1996 |                     |                          |
| 1997–2002 |                     |                          |
| 2003–2012 |                     |                          |
| 2013-2023 |                     |                          |
| Dal 2023  |                     |                          |

## Distretti obsoleti
- Distretto congressuale at-large della Louisiana
- Distretto congressuale at-large del Territorio di Orleans
- 7º Distretto congressuale della Louisiana
- 8º Distretto congressuale della Louisiana